# Bénonces
Bénonces település Franciaországban, Ain megyében. Lakosainak száma 311 fő (2022. január 1.). Bénonces Conand, Lompnas, Montagnieu, Ordonnaz, Seillonnaz, Serrières-de-Briord, Souclin és Villebois községekkel határos.

## Népesség
A település népességének változása:
| Lakosok száma | 261  | 274  | 243  | 267  | 273  | 288  | 298  | 302  | 309  | 311  |
|               | 1968 | 1982 | 1999 | 2006 | 2011 | 2015 | 2017 | 2018 | 2020 | 2022 |